# Coroner
Coroner – szwajcarska grupa thrashmetalowa, założona w Zurychu działająca w latach 1985–1996. Reaktywowana w 2010 roku[2]. Poza Europą nie zdobyli większej popularności, Działalność rozpoczęli w 1983 roku, rozpadli się w 1996 i zeszli ponownie 14 lat później. Od 2011 roku zespół wystąpił na wielu festiwalach na całym świecie oraz ogłosił plany wydania nowego albumu w 2017 roku. Muzyka zespołu to mieszanka gatunków takich jak Thrash metal, Muzyka klasyczna, Awangarda, Rock progresywny, Jazz i Industrial metal, z odpowiednio szorstkim wokalem. Podczas gdy ich styl stawał się coraz bardziej progresywny z elementami thrashu, zostali nazywani „Rush thrash metalu”. Ich brzmienie ewoluowało, produkcja stawała się coraz bardziej wyrafinowana, co zaowocowało albumami No More Color, Mental Vortex czy Grin.

## Historia

### Kariera i rozpad
Szwajcarskie trio Coroner zaczynało jako roadies zespołu Celtic Frost. Ostatecznie stworzyli swoje piosenki, z których powstało demo Death Cult nagrane w 1986 roku. Wokale nagrał Tom G. Warrior z Celtic Frost. Na ich pierwszym albumie wydanym w 1987 roku zatytułowanym R.I.P. jako wokalista i basista wystąpił Ron Broder, który pozostał w tej roli przez całą działalność zespołu.
Po wydaniu czterech albumów:Punishment for Decadence (1988), No More Color (1989), Mental Vortex (1991) oraz Grin (1993), grupa postanowiła wydać allbum z największymi hitami zespołu Coroner (1995). Jednak brak zainteresowania ze strony mediów doprowadził do rozpadu zespołu w 1995 roku oraz pożegnalnej trasy koncertowej w styczniu i lutym 1996 roku.

### Reaktywacja
Rozmowy o reaktywacji zespołu podjęto w marcu 2005, lecz później je porzucono. Spowodowane było to brakiem czasu członków zespołu, poza tym ani Marky, Ron i Tommy nie lubili „odgrzewać niczego poza sosem do spaghetti”. Jednakże w czerwcu 2010 zespół ogłosił, że zejdzie się ponownie, by zagrać na kilku festiwalach, m.in. Maryland Deathfest, Hellfest Summer Open Air oraz Bloodstock Open Air. Na pytanie czy planują nagrywać nowy album, gitarzysta Tommy Vetterli odpowiedział: „...wiesz, nagrywanie nowego albumu jest trochę trudne... (przerwa). Nigdy nie wiadomo. Może po czterech czy pięciu zagranych koncertach stwierdzimy – hej, nagrajmy album! Nigdy nie wiadomo, nie mamy na razie większych planów.”
W kwietniu 2011 perkusista Mark Edelmann zapytany dlaczego Coroner reaktywował się po piętnastoletniej przerwie, odpowiedział: „To była totalna jazda, jakby czas zatoczył koło. To było dziwne. Czasem grałem jakby automatycznie, jakbym był zaprogramowany. To naprawdę zabawne, ręce idą same to w lewo to w prawo, a ja zastanawiałem się dlaczego. Aha, dlatego że teraz uderzam w ten talerz! (śmiech) To był odlot. Czułem się jakbym cofnął się w czasie o piętnaście lat lub więcej. I naprawdę brakowało mi gry na perkusji. Dlatego to cieszyło i cieszy teraz – po prostu czysta gra na perkusji.” Mark powiedział również, że nowy album nie wchodzi w grę, ale zespół może wznowić poprzednie albumy.
W czerwcu 2011 Vetterli udzielił wywiadu dla RadioMetal.com, w którym przyznał, że zespół nagrywa koncerty celem wydania albumu live oraz DVD z różnych etapów działalności zespołu. Zapytany o nowy materiał, odpowiedział, że może nagrają piosenkę lub dwie oraz że gdyby Coroner miał nagrać nowy album musiałby przekonać najpierw do tego Marky’ego i Rona, gdyż bez nich nic nie powstanie.
12 lutego 2014 perkusista Marky Edelmann ogłosił, że opuszcza zespół z końcem miesiąca, gdyż nie wyraża on zainteresowania nowym materiałem, w przeciwieństwie do Brodera i Vetterli’ego. 24 maja 2014 Diego Rapacchietti został nowym perkusistą grupy.
Pomimo wcześniejszych deklaracji o niewydawaniu nowego materiału, gitarzysta Tommy Vetterli przyznał, że Coroner planuje następcę albumu Grin. W czerwcu 2015 Ron wyjawił: „Jesteśmy ciągle na etapie zbierania pomysłów na utwory. Jeszcze nie rozpoczęliśmy nagrań, ale gdy się zejdziemy nagrywanie nie zajmie wiele czasu. Planujemy wejść do studia pod koniec tego roku.” (wywiad dla włoskiego webzinu „Artists and Bands”)

## Ewolucja i styl
Muzycznie Coroner ewoluował od zespołu speed metalowego z elementami gotyku i muzyki klasycznej jak Celtic Frost i Bathory, do zespołu grającego techniczny metal. Pierwszy album R.I.P. bazował na partiach neo-klasycystycznych oraz na wpływach klasycznych i metalu technicznego.
Drugi album, Punishment for Decadence ukazuje progresję w bardziej złożone dźwięki gitary i basu poprzez unison. Tempo zmienia się naprzemiennie z sekcji o średnim tempie do nieregularnych wolnych pasaży, przeplatanych z szybkimi sekcjami. Teksty zespołu podjęły tematy takie jak polityka i osobista introspekcja.
No More Color został wyprodukowany przez Pete’a Hintona oraz sam zespół. Muzyka stała się bardziej techniczna przez mody i apreggia grane na gitarze. Prócz tego kolorytu dodały solówki w skali chromatycznej oraz „chrupiące” akordy i szybkie tempo. Ścieżki perkusji, w przeciwieństwie do poprzednich albumów, zaczęły być bardziej skomplikowane, a równe metrum 4/4 porzucono na rzecz metrum nieregularnych, co stało się znakiem rozpoznawalnym. Linie basowe również uległy zmianie, od kiedy Ron opanował technikę trzypalcową, co pozwoliło podwoić rytm i grać bardziej skomplikowane riffy. Najlepszymi przykładami jest otwierający „Die By My Hand” z dynamicznym zadziornym riffem oraz harmoniczny molowy riff w „Mistress of Deception”. Na albumie występują mroczne motywy, które można by scharakteryzować jako Death metal, lecz zespół czerpie wiele wpływów z innych gatunków metalu. Zamykający płytę, jak się później okaże, proroczy utwór „Last Entertainment” (Ostatnia Rozrywka) ukazuje się w telewizji. Otwierający „Die By My Hand” jest klasyczną mieszanką progresji i death metalu. Jest to utwór zarówno techniczny, jak i brutalny.
Mental Vortex kontynuuje ewolucję grupy zaczętą na No More Color. Formuła speed metalowa i techniczna została dopasowana do brzmienia zespołu, ale nie przypominało ono ani R.I.P. ani Punishment for Decadence. Pojawiły się wolniejsze piosenki, ale żaden z tych utworów nie pozostał w wolnym tempie przez dłuższy czas. Utwory na tym albumie trwały od czterech do ośmiu minut. Na albumie słychać progres z muzyki technical/thrash, jaką mieliśmy na albumie No More Color, który wytyczył drogę w kierunku ich dzieła Grin. Ostatni utwór „I Want You (She’s So Heavy)” to cover zespołu The Beatles. Nakręcono do niego teledysk.
Grin ukazał brzmienie bardziej w kierunku metalu industrialnego. Wydawała się to naturalna progresja od albumu Mental Vortex, lecz forma została zmieniona w porównaniu do wcześniejszych dokonań. Ścieżki gitary były bardziej przemyślane, zgrywające się z liniami basu. Utwory były wolniejsze i bardziej dopracowane. Ścieżki basu Rona w niektórych utworach brzmią niemal hipnotycznie i transowo.
Wydany w 1995 roku album Coroner był kompilacją zawierającą hity z poprzednich albumów oraz niewydane wcześniej materiały.
Piosenka zespołu „Skeleton On Your Shoulder” pojawia się w grze wideo Brütal Legend.

## Muzycy
Obecny skład zespołu
- Ron Royce – gitara basowa (1984-1996, od 2010), wokal prowadzący (1985-1996, od 2010)
- Tommy T. Baron – gitara (1985-1996, od 2010)
- Diego Rapacchietti – perkusja (od 2014)

Byli członkowie zespołu
- Phil Pucztai – gitara basowa (1983-1984)
- Marquis Marky – perkusja (1983-1996, 2010-2014)
- Tommy Ritter – gitara (1983-1984)
- Oliver Amberg – gitara, wokal wspierający (1983-1985)
- Pete Attinger – wokal prowadzący (1983-1985)

## Dyskografia
Albumy studyjne
| Tytuł                    | Dane dot. albumu                                  |
| ------------------------ | ------------------------------------------------- |
| R.I.P.                   | - Data: 1 czerwca 1987 - Wydawca: Noise Records   |
| Punishment for Decadence | - Data: 1 sierpnia 1988 - Wydawca: Noise Records  |
| No More Color            | - Data: 18 września 1989 - Wydawca: Noise Records |
| Mental Vortex            | - Data: 12 sierpnia 1991 - Wydawca: Noise Records |
| Grin                     | - Data: 10 września 1993 - Wydawca: Noise Records |

Splity
| Tytuł                                                                       | Dane dot. albumu                                     |
| --------------------------------------------------------------------------- | ---------------------------------------------------- |
| Doomsday News III – Thrashing East Live (split z Sabbat, Kreator i Tankard) | - Data: 9 października 1990 - Wydawca: Noise Records |

Kompilacje
| Tytuł   | Dane dot. albumu                      |
| ------- | ------------------------------------- |
| Coroner | - Data: 1995 - Wydawca: Noise Records |

Dema
| Tytuł                    | Dane dot. albumu                       |
| ------------------------ | -------------------------------------- |
| Death Cult               | - Data: 1986 - Wydawca: wydanie własne |
| R.I.P. demo              | - Data: 1987 - Wydawca: wydanie własne |
| Punishment for Decadence | - Data: 1988 - Wydawca: wydanie własne |

Albumy wideo
| No More Color Tour '90 – Live in East Berlin       | - Data: 1990 - Wydawca: Fotodisk Video                    | – |
| Thrashing East (split z Sabbat, Kreator i Tankard) | - Data: 1990 - Wydawca: Noise Records                     | – |
| Autopsy – The Years 1985 – 2014 in Pictures        | - Data: 23 września 2016 - Wydawca: Century Media Records | 1 |
| „–” oznacza, że album nie był notowany.            |                                                           |   |